# 泉正義
泉 正義（いずみ まさよし、1984年10月24日 - ）は、神奈川県横浜市瀬谷区出身の元プロ野球選手（投手）。

## 来歴・人物
中学時代は瀬谷シニアに在籍。好投手として2度全国大会を制覇する。この頃は素行不良になっていた時期もあり、「監督を殴った」「教師を妊娠させた」「相手ベンチの前でキャッチボールした」などといった数々の噂が広まったものの、後に泉は「（前述した3件を含め）8割は嘘。事実じゃないことも広まって、たまったもんじゃない」と語っている。また、友人が巻き込まれたケンカに加勢して有名高校の進学がなくなるも、当時の宇都宮学園高校の野球部長で後に監督も務めた星野英雄の誘いで同校進学を決めた。泉は星野を恩人として慕い、彼に影響を受けたことが引退後の指導者転身に繋がっている。
宇都宮学園高校に進学後は、1年生の時点でMAX143km/hの剛速球を武器に1年生からベンチ入りを果たし、その年の夏の甲子園にリリーフとして出場した。甲子園では自身の失点で敗戦した罪悪感と先輩との野球が終わったという虚脱感に加え、右肩痛にも悩まされたことから一時は野球部を休部し、不登校になっていた。しかし、星野が泉のために課題を作ったり、学校に掛け合ったことで退学を免れ、さらに読売ジャイアンツのキャンプを共に見学に行くなどの配慮から野球への情熱を取り戻し、野球部に復帰した。翌年以降は右肩の故障もあって満足な活躍ができなかったが、3年生時には怪我を抱えながらも150km/hを記録し、「江川二世」と呼ばれていた事もあった。
2002年のドラフト会議4巡目でヤクルトスワローズから指名を受け入団。
プロ入り後は高校時代からの右肩痛に悩まされ、二軍でも出場できないまま僅か3年で退団した。プロ入り後の恩人として岩村明憲を挙げている。
引退後は配管工に転身し、後に少年野球チーム横浜ヤングサムライの総監督に就任した。2014年に中学硬式野球クラブ・日光ヤングスワローズを創設し、監督に就任。「選手が困った時や辛い思いをした時に支えられる指導者」を目指しているという。

## 詳細情報

### 年度別投手成績
- 一軍公式戦出場なし

### 背番号
- 29 （2003年 - 2005年）